# Тржиште хартија од вредности
Тржиште хартија од вредности представља део финансијског тржишта на коме долази до сучељавања понуде и тражње за хартијама од вредности. Обухвата трговину краткорочним и дугорочним хартијама од вредности.
Тржиште треба да:
- буде ликвидно – способно да брзо конвертује хартије у готовину како би се купопродаја могла брзо извршити по цени која је блиска унутрашњој вредности хартије;
- свим учесницима пружи истовремено информације о понуди и тражњи;
- обезбеди континуитет цене;
- обезбеди ниске трансакционе трошкове, односно да свим учесницима омогући да купе или продају хартије уз разумне трошкове;
- омогући свим тржишним учесницима исти приступ;
- обезбеди да се цене брзо прилагођавају новој информацији, као и да је та информација објављена истовремено свим учесницима.

Основна функција тржишта хартија од вредности је да продавцу хартија омогући да под најповољнијим тржишним условима дође до краткорочних финансијских средстава за одржавање нормалног пословног процеса и ликвидности, односно да дође до недостајућих дугорочних финансијских средстава (капитала) за финансирање раста и развоја, и да купцу хартија (инвеститору) омогући да под најповољнијим тржишним условима пласира краткорочна и/или дугорочна средства која му тренутно нису неопходна.
У свим земљама у којима постоји тржиште хартија од вредности као учесници се јављају:
1. инвеститори (власници финансијских средстава),
2. корисници финансијских средстава,
3. посредници и
4. држава.

## Хартија од вредности
Хартија од вредности би се могла дефинисати као писмена исправа којом њен издавалац преузима обавезу да њеном законитом имаоцу испуни обавезу која је у њој садржана. Да би се једна исправа могла сматрати хартијом од вредности, потребно је да она буде сачињена у писаном облику, да из ње произилази одређено грађанско (обично имовинско) право и да је остварење овог права везано за постојање саме исправе.
Писана исправа ће се сматрати хартијом од вредности уколико садржи следеће елементе:
- ознаку, врсту хартије од вредности;
- фирму, односно назив и седиште, односно име и пребивалиште издаваоца хартије;
- фирму, односно назив или име лица на које или по чијој наредби хартија гласи или ознаку да се ради о хартији од вредности на доносиоца;
- тачну ознаку обавезе издаваоца која произилази из саме хартије;
- место и датум издавања, односно ако се хартије издају у серији, и серијски број;
- потпис издаваоца, а код хартија које се издају у серији и факсимил потписа овлашћених лица.

Код сваке хартије од вредности битна су три лица:
- издавалац или емитент хартије,
- поверилац или корисник права из хартије и
- дужник или обвезник, који је дужан да о року и на утврђени начин изврши обавезу садржану у хартији.

## Врсте хартија од вредности
Хартије од вредности се могу класификовати према различитим критеријумима. Различите класификације хартија од вредности су значајне за утврђивање њихових основних карактеристика, односно због правних дејстава које прозилазе из њих за издаваоце, имаоце и учеснике у промету. Могући критеријуми класификовања су:
1. Према начину означавања корисника, односно преноса власништва, хартије од вредности могу бити: хартије од вредности на име (нпр. ректа меница и заложница), хартије од вредности на доносиоца (нпр. меница, чек, коносман, складишница), хартије од вредности на доносиоца (чек када не садржи име ремитента, поједине акције и обвезнице) и алтернативне или мешовите хартије од вредности.
2. Хартије од вредности се према садржини права која из њих произилазе могу поделити на: реалне или стварноправне хартије (нпр. коносман, товарни лист, складишница, заложница), новчане или облигационе хартије (нпр. меница, чек, благајнички запис, комерцијални запис, обвезница) и хартије од вредности које власнику дају право учешћа (нпр. акција и улог командитора у командитном друштву Закон о привредним друштвима Архивирано на веб-сајту  (4. август 2021)).
3. Ако се као критеријум поделе узме емитент, разликују се: јавноправне хартије (све хартије које издаје држава, локални органи управе и државна предузећа), и приватне хартије од вредности (све хартије од вредности које издају предузећа, финансијске институције и др.).
4. С обзиром на привредни, односно финансијски посао из ког су настале, разликују се: хартије од вредности из робног промета (нпр. коносман, товарни лист, складишница), хартије од вредности из кредитних послова (нпр. меница, благајнички запис, комерцијални запис, обвезница), хартије од вредности из платног промета (нпр. чек), хартије од вредности из депозитних послова (нпр. сертификат о депонованим средствима), хартије од вредности из послова прибављања капитала, хартије од вредности из залагања ствари (нпр. заложница и хипотекарна заложница).
5. Према вези са основним послом из ког су настале, хартије од вредности могу бити: апстрактне (не види се веза са основним послом, нпр. меница), каузалне (јасно се види веза са основним послом, нпр. коносман и складишница) и изведене (настале су из других хартија и њиховог промета).
6. С обзиром на врсту приноса, разликујемо: хартије од вредности са фиксним приносом (нпр. комерцијални запис и обвезнице различитих емитената), хартије од вредности са варијабилним приносом (обичне акције и поједине врсте обвезница) и хартије од вредности са мешовитим приносом (нпр. конвертибилне обвезнице, обвезнице са правом учешћа у добити).
7. Хартије од вредности се према моменту настанка права могу поделити на: конститутивне (право настаје у тренутку издавања, нпр. меница) и декларативне (право постоји и пре издавања хартије, нпр. коносман).
8. Према року доспећа обавезе садржане у хартији, разликујемо: краткорочне (нпр. благајнички запис, робне хартије, поједине врсте обвезница) и дугорочне хартије од вредности (нпр. обвезнице и акције).
9. Хартије од вредности се према месту извршења обавезе могу поделити на: домаће и међународне (иностране).
10. Према томе да ли емисијом хартија од вредности емитенти постају власници или дужници, односно да ли емисијом инвеститори постају сувласници или кредитори, разликујемо: дужничке или кредитне хартије од вредности (различите врсте обвезница), власничке хартије од вредности (обичне акције) и хибридне хартије од вредности (нпр. преференцијалне акције и конвертибилне обвезнице).